# 奥芬剧院 (旧金山)
奥芬剧院（Orpheum Theatre）原名潘塔奇剧院（Pantages Theatre）位于加州旧金山市政中心区的市场街1192号，海德街（Hyde Street）、格罗夫街（Grove Street）和第8街。剧院于1926年首次开业，是是建筑师B.马库斯·普里特卡为业主亚历山大·潘塔奇设计的众多剧院之一。其内部设有拱形天花板，而立面则采用12世纪法国大教堂的图案。奥芬剧院可容纳2,197名顾客。1998年，奥芬剧院耗资2000万美元进行翻新，使其更适合百老汇演出。奥芬剧院已被列为旧金山指定地标（San Francisco Designated Landmarks）。
旧金山的奥芬剧院， 以及金门剧院，都属于SHN 戏剧公司所有。